# Стјепан
Стјепан је хрватско мушко име, варијанта Стефана. Историјски се налазио код ијекавских Јужних Словена, а коришћен је и као почасни.
У Хрватској је име Стјепан било међу првих десет најчешћих мушких имена у деценијама до 1969.
Познати људи са именом укључују:
- Стјепан Држислав (умро око 997.), хрватски монарх
- Стјепан II Трпимировић (умро око 1090), хрватски монарх
- Стјепан Бобек (1923–2010), хрватски фудбалер
- Стјепан Деверић (рођен 1961), хрватски фудбалер
- Стјепан Филиповић (1916–1942), хрватски партизан
- Стјепан Градић (1613–1683), хрватски полиматичар
- Стјепан Хаусер (рођен 1986), хрватски виолончелиста
- Стјепан Кљуић (рођен 1939), политичар босанских Хрвата
- Стјепан Ламза (1940–2022), хрватски фудбалер
- Стјепан Месић (рођен 1934), хрватски политичар
- Стјепан Митров Љубиша (1824–1878), српско-црногорски политичар
- Стјепан Мусулин (1885–1969), хрватски лингвиста
- Стјепан Радић (1871–1928), хрватски политичар
- Стјепан Саркотић (1858–1939), хрватски војник
- Стјепан Шејић (рођен 1981), хрватски стрип цртач
- Стјепан Шибер (1938–2016), командант Армије Републике Босне и Херцеговине, поријеклом Хрват
- Стјепан Врбанчић (1900–1988), хрватски фудбалер
- Стјепан Вукчић Косача (1404–1466), босански племић